# Liste der Biografien/Loa
Liste der Biografien |
Portal Biografien |
Personensuche
# |
A |
B |
C |
D |
E |
F |
G |
H |
I |
J |
K |
L |
M |
N |
O |
P |
Q |
R |
S |
T |
U |
V |
W |
X |
Y |
Z |
?
 
La |
Lb |
Lc |
Le |
Lg |
Lh |
Li |
Lj |
Ll |
Lm |
Lo |
Lp |
Lt |
Lu |
Lv |
Lw |
Lx |
Ly |
Lz
 
Loa |
Lob |
Loc |
Lod |
Loe |
Lof |
Log |
Loh |
Loi |
Loj |
Lok |
Lol |
Lom |
Lon |
Loo |
Lop |
Loq |
Lor |
Los |
Lot |
Lou |
Lov |
Low |
Loy |
Loz
Die Liste der Biografien führt alle Personen auf, die in der deutschsprachigen Wikipedia einen Artikel haben. Dieses ist eine Teilliste mit 33 Einträgen von Personen, deren Namen mit den Buchstaben „Loa“ beginnt.

## Loa
- Loa Loa, Patrick Steve (* 1999), kamerunischer Fußballspieler
- Loa, Marcela de, chilenische Opern- und Konzertsängerin (Sopran)

### Loac
- Loach, Jim (* 1969), britischer Film- und Fernsehregisseur
- Loach, Keith (* 1975), kanadischer Skeletonpilot
- Loach, Ken (* 1936), britischer FilmregisseurKen Loach (* 1936)

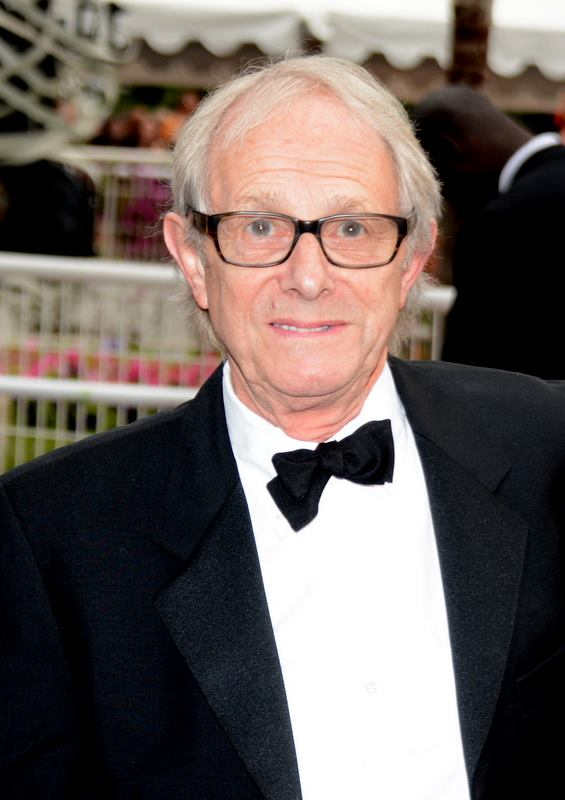
Ken Loach (* 1936)

- Loach, Scott (* 1988), englischer Fußballtorwart
- Loacker, Gerald (* 1973), österreichischer Politiker (NEOS), Abgeordneter zum Nationalrat
- Loacker, Jürgen (* 1974), österreichischer Bobsportler
- Loacker, Leander D. (* 1979), österreichischer Rechtswissenschaftler
- Loacker, Norbert (1939–2024), österreichischer Schriftsteller

### Load
- Loader, Clive (* 1953), britischer Air Chief Marshal
- Loader, Danyon (* 1975), neuseeländischer Schwimmer
- Loader, James Alfred (* 1945), südafrikanischer evangelischer Theologe
- Loader, Peter (1929–2011), englischer Cricketspieler und -schiedsrichter
- Loader, Traci (* 1970), kanadische Maskenbildnerin
- Loades, Mike, britischer Militärhistoriker, Fernsehmoderator und Spezialist für historische Waffenherstellung und -einsatz

### Loaf
- Loaf, Dej (* 1991), US-amerikanische Rapperin

### Loah
- Loah, Ruth (1933–2017), Mitarbeiterin und Lebensgefährtin von Helmut Schmidt

### Loai
- Loaieș, Ionela (* 1979), rumänische Kunstturnerin
- Loaísa, García Jofre de († 1526), spanischer Seefahrer
- Loaisel de Tréogate, Joseph-Marie (1752–1812), französischer Schriftsteller

### Loan
- Loan, Benjamin F. (1819–1881), US-amerikanischer Politiker
- Loane (* 1978), französische Sängerin
- Loane, Marcus (1911–2009), anglikanischer Bischof und Autor
- Loans, Jacob ben Jechiel († 1506), Leibarzt Friedrichs III.

### Loar
- Loar, Lloyd (1886–1943), US-amerikanischer Instrumentenbauer
- Loaring, John (1915–1969), kanadischer Sprinter und Hürdenläufer

### Loat
- Loates, Mick (* 1947), britischer Wildtier- und Porträtmaler
- Loatti, Bruno (1915–1962), italienischer Bahnradsportler

### Loay
- Loaysa Giron, Garcia de (1534–1599), spanischer Bischof der katholischen Kirche
- Loaysa, García (1478–1546), spanischer Dominikanermönch und Politiker
- Loayza Gumiel, Cleto (1888–1968), bolivianischer römisch-katholischer Geistlicher, Bischof von Potosí
- Loayza, José Jorge (1827–1904), peruanischer Politiker und Jurist, dreimaliger Premierminister